# 대전봉산중학교
대전봉산중학교(大田鳳山中學校)는 대한민국 대전광역시 서구 변동에 있는 공립 중학교이다.

## 학교 연혁
- 1985년 12월 17일 : 봉산중학교 설립 인가 (학년당 8학급)
- 1986년 3월 1일 : 초대 안창로 교장 취임
- 1986년 6월 22일 : 개교 및 입학식
- 1996년 3월 1일 : 학칙변경 (학년당 10학급)
- 1998년 3월 1일 : 학칙변경 (학년당 8학급)
- 2001년 3월 1일 : 대전봉산중학교로 교명 변경
- 2003년 11월 19일 : 다목적 교실 준공
- 2024년 2월 2일 : 제36회 졸업식(69명, 총 10,519명)
- 2024년 3월 2일 : 제17대 양승운 교장 취임
- 2024년 3월 4일 : 입학식(56명 3학급)

## 참고 자료
- 대전봉산중학교 - 한국교육학술정보원 학교알리미